# Heptagenia culacantha
Heptagenia culacantha is een haft uit de familie Heptageniidae. De wetenschappelijke naam van de soort is voor het eerst geldig gepubliceerd in 1985 door Evans, Botts & Flowers.
De soort komt voor in het Nearctisch gebied.